# 윈턴 루퍼
윈턴 앨런 와이 루퍼(영어: Wynton Alan Whai Rufer, 1962년 12월 29일 ~ )는 뉴질랜드의 전 축구 선수로, 현역 시절 포지션은 스트라이커였다. 뉴질랜드와 오세아니아 역사상 최고의 선수로 인정받는다.

## 클럽 경력
윈턴 루퍼는 웰링턴에서 스위스계 아버지와 뉴질랜드계 마오리족 어머니 사이에서 태어났으며 응가티 포로우(Ngāti Porou) 소속이다. 웰링턴에 위치한 롱고타이 대학을 졸업하고 웰링턴 다이아몬드 유나이티드, 스톱 아웃, 미라마 레인저스에서 선수 생활을 시작했다.
1981년과 1982년에 뉴질랜드 올해의 청소년 축구 선수로 선정된 윈턴 루퍼는 잉글랜드의 축구 클럽인 노리치 시티의 켄 브라운 감독의 관심을 받았는데 켄 브라운은 윈턴 루퍼와 그의 형이기도 한 셰인 루퍼를 노퍽주로 초청하여 시험했다. 윈턴 루퍼는 1981년 10월 23일에 뉴질랜드의 축구 선수로는 최초로 프로 선수 계약을 체결했다. 하지만 잉글랜드에서 취업 비자를 받지 못했기 때문에 한 경기도 출전하지 못했다.
윈턴 루퍼는 1982년 5월에 FC 취리히에 입단하면서 스위스 나티오날리가 A(현재의 스위스 슈퍼리그의 전신) 무대에 데뷔했고 1989년까지 FC 아라우, 그라스호퍼 클럽 취리히 소속으로 활동했다. 특히 1987-88 나티오날리가 A 시즌에서는 21골을 기록하여 FC 아라우가 4위를 차지하는 데에 기여했고 1989 스위스컵 시즌에서는 그라스호퍼 클럽 취리히의 우승에 기여했다.
윈턴 루퍼는 1989년 여름에 오토 레하겔 감독이 이끌던 베르더 브레멘으로 이적했으며 1990-91 시즌에서 베르더 브레멘의 DFB-포칼 우승에 기여했다. 1992년 5월 6일에 포르투갈 리스본에서 열린 AS 모나코와의 UEFA 컵위너스컵 결승전에서 골을 기록하면서 베르더 브레멘의 UEFA 컵위너스컵 우승에 기여했고 1992-93 푸스발-분데스리가 시즌에서 베르더 브레멘의 우승에 기여했다. 1993-94 시즌에서는 FC 바르셀로나 소속으로 뛰고 있던 로날트 쿠만과 함께 UEFA 챔피언스리그 득점왕을 차지했고 베르더 브레멘의 DFB-포칼 우승에 기여했다. 1989년, 1990년, 1992년에는 오세아니아 올해의 축구 선수로 선정되는 영예를 안았다.
윈턴 루퍼는 1994년에 베르더 브레멘을 떠나 일본 J1리그 소속 축구 클럽인 제프 유나이티드 이치하라 지바로 이적했고 1995 시즌에서는 팀 내 최다 득점자에 올랐다. 1997년 2월에는 오토 레하겔 감독이 이끌고 있던 1. FC 카이저슬라우테른으로 이적하여 1996-97 2. 분데스리가 시즌에서 14경기에 출전하여 4골을 기록했다. 1. FC 카이저슬라우테른은 1996-97 2. 분데스리가 시즌에서 우승을 차지하면서 푸스발-분데스리가로 승격되었다.
윈턴 루퍼는 1997년에 뉴질랜드로 돌아오면서 센트럴 유나이티드 소속으로 활동했다. 1998년에는 노스쇼어 유나이티드에서 선수 겸 감독으로 활동했고 1999년부터 2002년까지 오클랜드 킹즈에서 선수 겸 감독으로 활동했다. 1999년에는 뉴질랜드 U-16 축구 국가대표팀 감독을 역임하기도 했다. 40세 시절이던 2002년에 은퇴한 이후에는 뉴질랜드의 여자 축구 스타인 애널리 롱고를 비롯한 뉴질랜드의 축구 스타들을 배출한 윈턴 루퍼 사커 아카데미(Wynton Rufer Soccer Academy, WYNRS)를 설립했다. 2001년에는 오세아니아 20세기의 축구 선수로 선정되는 영예를 안았다.

## 국가대표 경력
윈턴 루퍼는 1980년 10월 16일에 말레이시아에서 열린 열린 쿠웨이트와의 메르데카컵 경기에 처음 출전하면서 뉴질랜드 축구 국가대표팀 선수로 데뷔했는데 그의 나이는 17세 291일이었다. 1981년에 열린 1982년 FIFA 월드컵 아시아·오세아니아 지역 예선 과정에 합류한 윈턴 루퍼는 1981년 12월 14일에 열린 쿠웨이트와의 최종 예선 원정 경기에서 자신의 국가대표팀 첫 골을 기록했는데 뉴질랜드는 쿠웨이트와 2-2 무승부를 기록했다.
윈턴 루퍼는 1982년 1월 10일에 싱가포르에서 열린 중국과의 플레이오프 경기에서 뉴질랜드의 2-1 승리를 안긴 결승골을 기록하면서 뉴질랜드의 사상 첫 FIFA 월드컵 본선 진출에 기여했다. 스페인에서 열린 1982년 FIFA 월드컵에서는 스코틀랜드, 소련, 브라질과의 조별 예선 경기에 모두 출전했으나 뉴질랜드는 조별 예선에서 3패를 기록하면서 탈락했다.
윈턴 루퍼는 1985년부터 1989년까지 뉴질랜드 축구 국가대표팀 선수로 선발되지 않았는데 이는 FC 취리히가 그의 차출을 거부했기 때문이었다. 윈턴 루퍼는 1996년까지 뉴질랜드 축구 국가대표팀 선수로 선발되지 않았으며 뉴질랜드 축구 국가대표팀 선수로 활동하던 동안에 23경기에 출전하여 12골을 기록했다.

## 감독 경력
윈턴 루퍼는 2014년부터 2015년까지 파푸아뉴기니 축구 국가대표팀 감독을 역임했다.

## 수상

### 클럽
그라스호퍼 클럽 취리히
- 스위스컵 1회 우승 (1989)
- 스위스 슈퍼컵 1회 우승 (1989)

베르더 브레멘
- 분데스리가 1회 우승 (1992-93)
- DFB-포칼 2회 우승 (1990-91, 1993-94)
- DFL 슈퍼컵 2회 우승 (1993, 1994)
- UEFA컵 위너스컵 1회 우승 (1991-92)

1. FC 카이저슬라우테른
- 2. 분데스리가 1회 우승 (1996-97)

센트럴 유나이티드
- 채텀컵 1회 우승 (1997)

### 개인
- 뉴질랜드 올해의 영플레이어상 : 1981, 1982
- 오세아니아 올해의 선수 : 1989, 1990, 1992
- UEFA 챔피언스리그 득점왕 : 1993-94[11]
- 뉴질랜드 스포츠 명예의 전당 : 2005
- 마오리족 스포츠 명예의 전당 : 2007
- 뉴질랜드 국가훈장[12] : 2008
- FIFA 선정 오세아니아 역대 최고의 선수
- OFC 선정 오세아니아 역대 최고의 선수